# هيدلي بينيت
هيدلي بينيت (بالإنجليزية: Headley Bennett)‏ هو عازف ساكسفون جامايكي، ولد في 29 مايو 1931 في كينغستون في جامايكا، وتوفي في 21 أغسطس 2016.

## وصلات خارجية
- هيدلي بينيت على موقع ميوزك برينز (الإنجليزية)
- هيدلي بينيت على موقع أول ميوزيك (الإنجليزية)
- هيدلي بينيت على موقع أول ميوزيك (الإنجليزية)
- هيدلي بينيت على موقع ديسكوغز (الإنجليزية)